# Bokacze
Bokacze (biał. Бакачы; ros. Бокачи) – wieś na Białorusi, w obwodzie witebskim, w rejonie miadzielskim, w sielsowiecie Słoboda.
Dawnej używana nazwa – Bakacze

## Historia
W czasach zaborów w gminie Żośna, w powiecie wilejskim, w guberni wileńskiej Imperium Rosyjskiego.
W latach 1921–1945 wieś leżała w Polsce, w województwie wileńskim, w powiecie duniłowickim, od 1926 w powiecie postawskim, w gminie Żośna.
Według Powszechnego Spisu Ludności z 1921 roku zamieszkiwało tu 215 osób, 78 było wyznania rzymskokatolickiego, 127 prawosławnego a 10 mahometańskiego. Jednocześnie 77 mieszkańców zadeklarowało polską przynależność narodową, 129 białoruską a 9 tatarską. Było tu 45 budynków mieszkalnych. W 1931 w 47 domach zamieszkiwało 211 osób.
Wierni należeli do parafii rzymskokatolickiej w Wesołusze i prawosławnej w Żośnie. Miejscowość podlegała pod Sąd Grodzki w Miadziole i Okręgowy w Wilnie; właściwy urząd pocztowy mieścił się w Słobodzie Żośniańskiej.
Po agresji ZSRR na Polskę w 1939 roku wieś znalazła się w granicach BSRR. W latach 1941–1944 była pod okupacją niemiecką. Od 1945 leżała w BSRR. Od 1991 roku w Republice Białorusi.